# Savy-Berlette
Pour les articles homonymes, voir Savy.
Savy-Berlette est une commune française située dans le département du Pas-de-Calais en région Hauts-de-France.
La commune fait partie de la communauté de communes des Campagnes de l'Artois qui regroupe 96 communes et compte 33 141 habitants en 2021.

## Géographie

### Localisation
Localisée dans le sud-est du département du Pas-de-Calais, Savy-Berlette est une commune située, à vol d'oiseau, à 8 km au nord de la commune d'Avesnes-le-Comte et à 16 km au nord-ouest de la commune d’Arras (aire d'attraction, chef-lieu d'arrondissement et préfecture du Pas-de-Calais).
Le territoire de la commune est limitrophe de ceux de six communes.
Les communes limitrophes sont Béthonsart, Aubigny-en-Artois, Berles-Monchel, Mingoval, Tilloy-lès-Hermaville et Villers-Brûlin.

### Géologie et relief
La superficie de la commune est de 7,49 km2 ; son altitude varie de 92  à   138 mètres.

### Hydrographie
Le territoire de la commune est situé dans le bassin Artois-Picardie.
La commune est traversée par la rivière Scarpe, cours d'eau naturel non navigable de 26,8 km qui prend sa source dans la commune de Tincques et se jette dans la Scarpe canalisée au niveau de la commune de Saint-Nicolas.

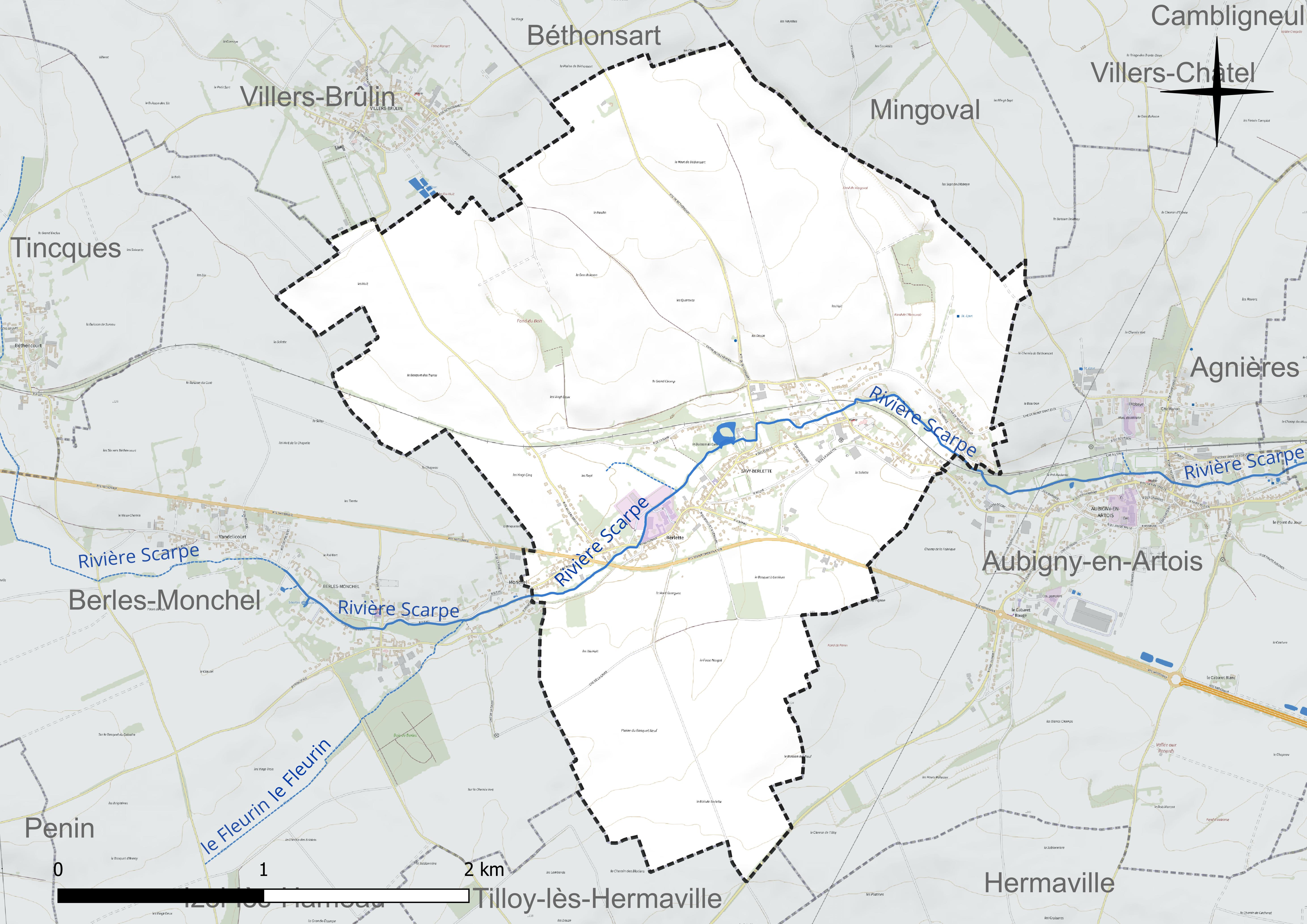
Réseau hydrographique de Savy-Berlette.

### Climat
Pour des articles plus généraux, voir Climat des Hauts-de-France et Climat du Pas-de-Calais.
En 2010, le climat de la commune est de type climat océanique dégradé des plaines du Centre et du Nord, selon une étude du CNRS s'appuyant sur une série de données couvrant la période 1971-2000. En 2020, Météo-France publie une typologie des climats de la France métropolitaine dans laquelle la commune est exposée à un climat océanique et est dans la région climatique Côtes de la Manche orientale, caractérisée par un faible ensoleillement (1 550 h/an) ; forte humidité de l’air (plus de 20 h/jour avec humidité relative > 80 % en hiver), vents forts fréquents.
Pour la période 1971-2000, la température annuelle moyenne est de 10,1 °C, avec une amplitude thermique annuelle de 13,9 °C. Le cumul annuel moyen de précipitations est de 808 mm, avec 12,5 jours de précipitations en janvier et 9,1 jours en juillet. Pour la période 1991-2020, la température moyenne annuelle observée sur la station météorologique la plus proche, située sur la commune de Saulty à 16 km à vol d'oiseau, est de 10,4 °C et le cumul annuel moyen de précipitations est de 899,7 mm,. Pour l'avenir, les paramètres climatiques de la commune estimés pour 2050 selon différents scénarios d'émission de gaz à effet de serre sont consultables sur un site dédié publié par Météo-France en novembre 2022.

## Urbanisme

### Typologie
Au 1er janvier 2024, Savy-Berlette est catégorisée bourg rural, selon la nouvelle grille communale de densité à sept niveaux définie par l'Insee en 2022.
Elle appartient à l'unité urbaine d'Aubigny-en-Artois, une agglomération intra-départementale regroupant six  communes, dont elle est ville-centre,,. Par ailleurs la commune fait partie de l'aire d'attraction d'Arras, dont elle est une commune de la couronne,. Cette aire, qui regroupe 163 communes, est catégorisée dans les aires de 50 000 à moins de 200 000 habitants,.

### Occupation des sols
L'occupation des sols de la commune, telle qu'elle ressort de la base de données européenne d’occupation biophysique des sols Corine Land Cover (CLC), est marquée par l'importance des territoires agricoles (89,4 % en 2018), en diminution par rapport à 1990 (100 %). La répartition détaillée en 2018 est la suivante : 
terres arables (85,8 %), zones urbanisées (10,6 %), prairies (3,7 %). L'évolution de l’occupation des sols de la commune et de ses infrastructures peut être observée sur les différentes représentations cartographiques du territoire : la carte de Cassini (XVIIIe siècle), la carte d'état-major (1820-1866) et les cartes ou photos aériennes de l'IGN pour la période actuelle (1950 à aujourd'hui).

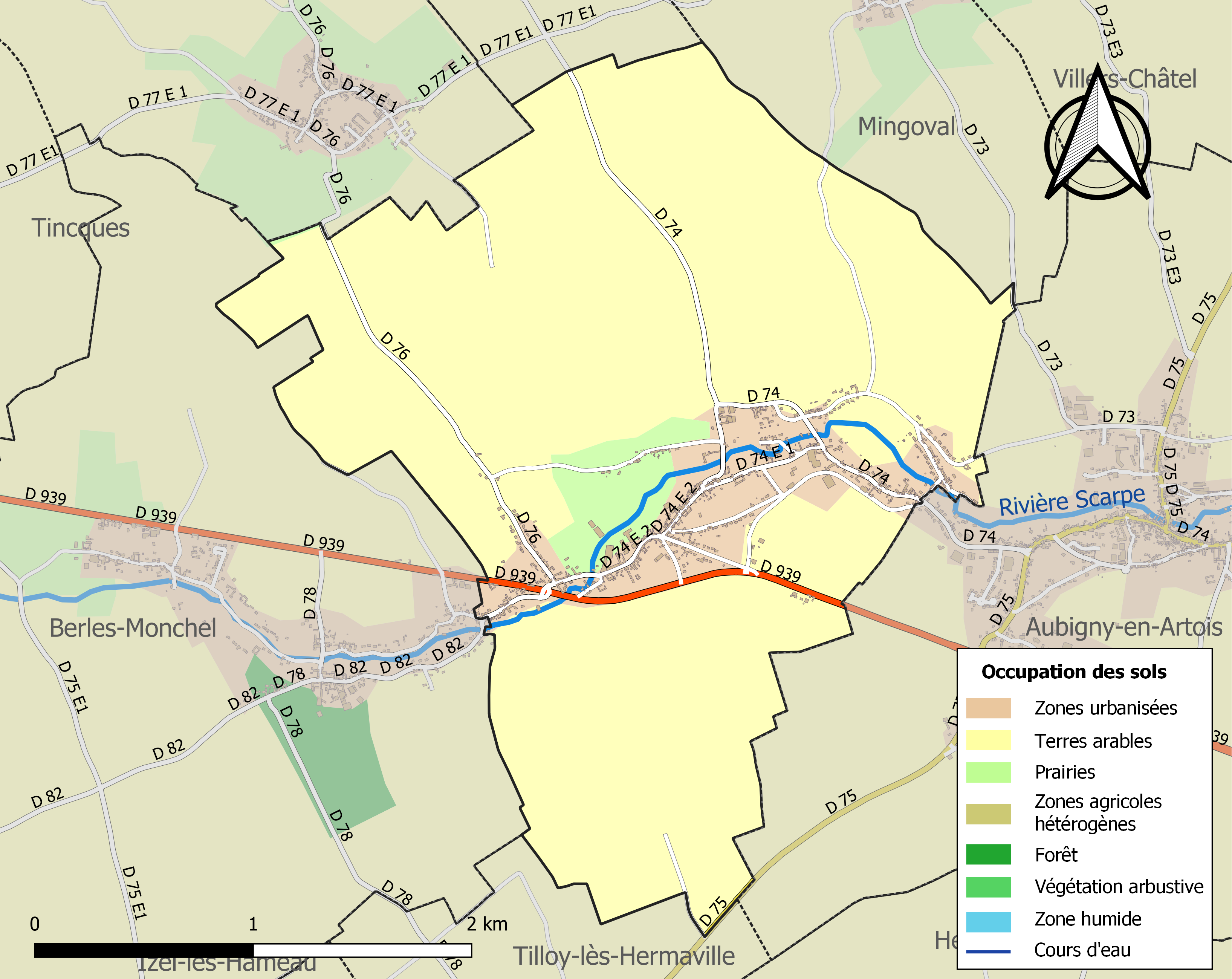
Carte des infrastructures et de l'occupation des sols de la commune en 2018 (CLC).

### Voies de communication et transports

#### Transport ferroviaire
La commune était desservie, de 1895 à 1948, par la ligne de chemin de fer Lens - Frévent, une ancienne ligne de chemin de fer qui reliait les communes de Lens et de Frévent.

## Toponymie
Savy est attesté sous les formes Savia en 1104 ; Savie en 1212 ; Savya en 1311 ; Savye en 1406 ; Sauwy en 1513 ; Savy au XVIIIe siècle.

Ce nom serait  formé sur une racine d'un hydronyme celtique Save, signifiant écoulement, peut-être en raison de la présence de la rivière Scarpe.
Berlette (section de la commune de Savy) est attesté sous les formes Berleta (680) ; Berlettes (1072) ; Berlete (1207) ; Barlet (1219) ; Belletta (1255) ; Biellette (1261) ; Bierlete (1262) ; Barlate (1292) ; Barlete (1296) ; Ballete (1298) ; Bellecte (XIIIe siècle) ; Bellete (XIVe siècle) ; Berlette-le-Grand (1739) ; Berlette (XVIIIe siècle).

Diminutif romain de Berle (nom de lieu marécageux) ou pousse la petite Berle (cresson sauvage).

## Histoire
Colart de Béthune, (Maison de Béthune), dit des Planques, seigneur de Berlette, combat et trouve la mort à la bataille d'Azincourt en 1415.
Le 22 juin 1902, est inauguré à Savy-Berlette, le monument consacré à la mémoire d'Émile Decroix : un buste installé devant la mairie, en l'honneur de l'homme qui fut « propagateur de la viande de cheval et fondateur de la Société contre l'abus du tabac ».

### Première Guerre mondiale
Pendant la Première guerre mondiale, à différents moments comme en novembre 1914 ou après la bataille de l'Artois (mai-juin 1915), par exemple en début juillet 1915, Aubigny-en-Artois et des communes proches en arrière du front (Berles-Monchel, Savy-Berlette), ont servi de lieux de cantonnement pour les troupes.

## Politique et administration

### Découpage territorial
La commune se trouve dans l'arrondissement d'Arras du département du Pas-de-Calais.

#### Commune et intercommunalités
La commune est membre de la communauté de communes des Campagnes de l'Artois.

#### Circonscriptions administratives
La commune est rattachée au canton d'Avesnes-le-Comte.

#### Circonscriptions électorales
Pour l'élection des députés, la commune fait partie de la première circonscription du Pas-de-Calais.

### Élections municipales et communautaires

#### Liste des maires
| Période                                  | Période                    | Identité              | Étiquette | Qualité       |
| ---------------------------------------- | -------------------------- | --------------------- | --------- | ------------- |
| Les données manquantes sont à compléter. |                            |                       |           |               |
| 2001                                     | 2008                       | Daniel Guilluy        |           |               |
| mars 2008                                | 2014,                      | Jean-François Varoqui |           |               |
| avril 2014,                              | 2020                       | Jean-Luc Gallée       | UDI       |               |
| 28 mai 2020                              | En cours (au 7 avril 2022) | Jean-François Varoqui |           | Ancien cadre, |

## Équipements et services publics

### Espaces publics
La commune fait partie des villages labellisés Village Patrimoine, qui œuvrent à mettre en avant leurs patrimoines matériels et/ou immatériels (historique, culturel, naturel, architectural, etc.).

## Population et société

### Démographie

#### Évolution démographique
L'évolution du nombre d'habitants est connue à travers les recensements de la population effectués dans la commune depuis 1793. Pour les communes de moins de 10 000 habitants, une enquête de recensement portant sur toute la population est réalisée tous les cinq ans, les populations de référence des années intermédiaires étant quant à elles estimées par interpolation ou extrapolation. Pour la commune, le premier recensement exhaustif entrant dans le cadre du nouveau dispositif a été réalisé en 2008.

En 2022, la commune comptait 912 habitants, en évolution de −2,15 % par rapport à 2016 (Pas-de-Calais : −0,72 %, France hors Mayotte : +2,11 %).
| 1793 | 1800 | 1806 | 1821 | 1831 | 1836 | 1841 | 1846 | 1851 |
| ---- | ---- | ---- | ---- | ---- | ---- | ---- | ---- | ---- |
| 416  | 422  | 420  | 537  | 581  | 583  | 635  | 689  | 701  |

| 1856 | 1861 | 1866 | 1872 | 1876 | 1881 | 1886 | 1891 | 1896 |
| ---- | ---- | ---- | ---- | ---- | ---- | ---- | ---- | ---- |
| 675  | 684  | 671  | 649  | 713  | 700  | 667  | 652  | 633  |

| 1901 | 1906 | 1911 | 1921 | 1926 | 1931 | 1936 | 1946 | 1954 |
| ---- | ---- | ---- | ---- | ---- | ---- | ---- | ---- | ---- |
| 646  | 696  | 675  | 748  | 698  | 679  | 649  | 666  | 670  |

| 1962 | 1968 | 1975 | 1982 | 1990 | 1999 | 2006 | 2008 | 2013 |
| ---- | ---- | ---- | ---- | ---- | ---- | ---- | ---- | ---- |
| 711  | 674  | 616  | 702  | 800  | 854  | 953  | 959  | 949  |

| 2018 | 2022 | - | - | - | - | - | - | - |
| ---- | ---- | - | - | - | - | - | - | - |
| 900  | 912  | - | - | - | - | - | - | - |

#### Pyramide des âges
En 2018, le taux de personnes d'un âge inférieur à 30 ans s'élève à 36,2 %, soit en dessous de la moyenne départementale (36,7 %). De même, le taux de personnes d'âge supérieur à 60 ans est de 23,1 % la même année, alors qu'il est de 24,9 % au niveau départemental.
En 2018, la commune comptait 459 hommes pour 441 femmes, soit un taux de 51,00 % d'hommes, largement supérieur au taux départemental (48,50 %).
Les pyramides des âges de la commune et du département s'établissent comme suit.
| Hommes | Classe d’âge | Femmes |
| ------ | ------------ | ------ |
| 0,7    | 90 ou +      | 0,2    |
| 3,3    | 75-89 ans    | 6,1    |
| 17,4   | 60-74 ans    | 18,6   |
| 20,5   | 45-59 ans    | 21,5   |
| 19,2   | 30-44 ans    | 20,2   |
| 20,5   | 15-29 ans    | 15,6   |
| 18,5   | 0-14 ans     | 17,7   |

| Hommes | Classe d’âge | Femmes |
| ------ | ------------ | ------ |
| 0,5    | 90 ou +      | 1,6    |
| 5,6    | 75-89 ans    | 8,9    |
| 16,7   | 60-74 ans    | 18,1   |
| 20,2   | 45-59 ans    | 19,2   |
| 18,9   | 30-44 ans    | 18,1   |
| 18,2   | 15-29 ans    | 16,2   |
| 19,9   | 0-14 ans     | 17,9   |

## Culture locale et patrimoine

### Lieux et monuments
- La gare de Savy-Berlette.

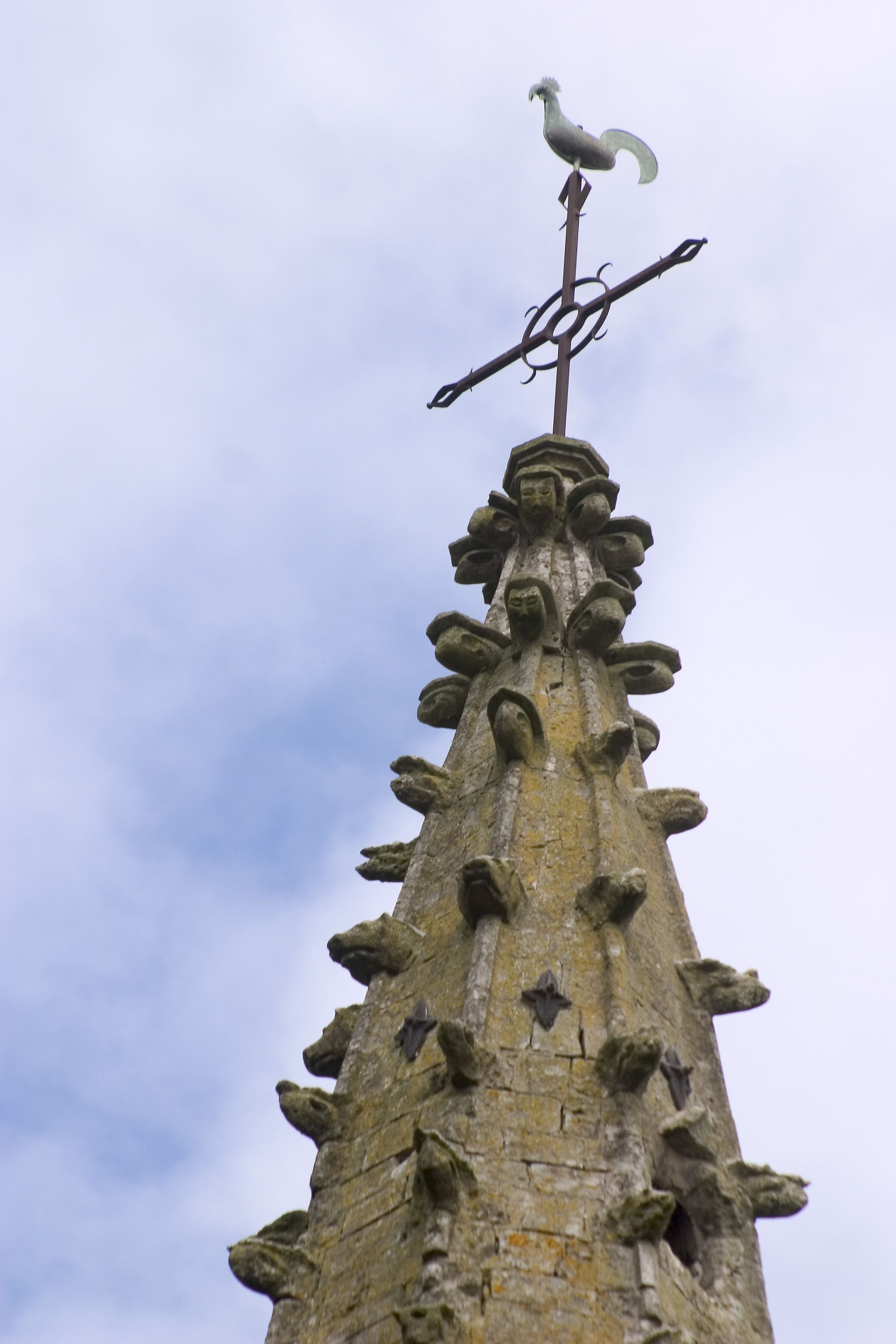
La flèche à crochets.

- L'église Saint-Martin de Savy-Berlette, église fortifiée qui possède une flèche à crochets, comme certaines églises de communes voisines : Béthonsart, Mingoval, Ecoivres (Mont-Saint-Éloi), Hermaville, Habarcq, Servins, Camblain-l'Abbé.

#### Monument historique
- Église : inscription par arrêté du 10 juin 1926 (renseignements issus de : Bases de données Ministère de la culture).

### Personnalités liées à la commune
- Émile Decroix, vétérinaire militaire, propagateur de l'hippophagie en France et pionnier de la lutte anti-tabac.

### Héraldique
|  | Les armes de la commune se blasonnent ainsi : gironné d'argent et de gueules, au chef de sinople à un saint Martin, son manteau et son pauvre d'argent. |

## Pour approfondir